# Фрейташ, Руй де
Руй де Фрейташ (порт. Ruy de Freitas, 24 августа 1916, Макаэ, Рио-де-Жанейро, Бразилия — 2 августа 2012, Рио-де-Жанейро, Бразилия) — бразильский баскетболист, бронзовый призёр Олимпийских игр в Лондоне (1948).

## Спортивная карьера
Начал свою карьеру выступлениями за клуб Ассоциация молодых христиан (YMCA), затем играл за клубы «Америка», Grajaú Athletic Association. Завершил карьеру в «Риачуельо».
На летних летних Играх в Лондоне в составе национальной сборной завоевал бронзу, набрав 37 очков в 8 играх. Также был участником Олимпиады в Хельсинки (1952) и чемпионата мира в Аргентине (1950). Дважды становился чемпионом Южной Америки (Бразилия-1939 и Эквадор-1945). В общей сложности, выступая за сборную, забил 250 мячей в 46 играх.
Как тренер мужской сборной Бразилии, привел команду к бронзовым медалям чемпионата Южной Америки в Колумбии (1955).